# 昔兰尼加
昔兰尼加，在阿拉伯语中称为拜尔盖（‎），是利比亚东部的一个地区，得名于古希腊城市昔兰尼，古称“五城地区”（Pentapolis），在罗马帝国统治时期是克里特和昔兰尼加行省的一部分。
从1927年到1963年，昔兰尼加是意属利比亚和后来的利比亚王国一个行政区域的名称，现在已被分为几个省。广义来说，这个名称至今仍在使用，地域涵盖包括库夫拉省的利比亚东部全境，与利比亚的另外两个地区相邻：西北部的的黎波里塔尼亚地区和西南部的费赞地区。
在2011年利比亚内战期间，昔兰尼加是利比亚国民解放军的基地，其政权利比亚全国委员会总部设于班加西。
2012年3月，因不满利比亚新政权的权力分配，昔兰尼加地方政府宣布该地区实行半自治，并于2013年11月升格为昔兰尼加自治地方，导致此后利比亚产生东西两个对立政府。后归入哈夫塔尔统帅的利比亞國民軍管理。

## 歷史

希羅多德時期的世界觀。

根據希羅多德著成的《歷史》一書，利比亞依一個現時已不存在的湖分為東西兩部份，這兩部分被稱為「東利比亞」和「西利比亞」。相傳東利比亞人是含的兒子麥西 (挪亞眾子)的後人路低人（Ludim）。
1949年-1951年，昔兰尼加曾短暂独立为昔兰尼加酋长国。

## 主要城市
- 班加西
- 贝达
- 图卜鲁格
- 德尔纳
- 艾季达比耶
- 迈尔季
- 焦夫